# Delias leucias
Delias leucias is een vlindersoort uit de familie van de Pieridae (witjes), onderfamilie Pierinae.
Delias leucias werd in 1912 beschreven door Jordan.